# Stephanopis bella
Stephanopis bella là một loài nhện trong họ Thomisidae.
Loài này thuộc chi Stephanopis. Stephanopis bella được Ilka Maria Fernandes Soares & Ilka Maria Fernandes Soares miêu tả năm 1946.